# Евтихий из Ференто
Евтихий (погиб ок. 270 года) — священномученик, епископ Ференто. День памяти — 15 мая.
Святой Евтихий, епископ Ференто, пострадал ок. 270 года во время гонений при императоре Аврелиане. 
Согласно одному из преданий, святой Евтихий родился в Ференто. В возрасте 19 лет епископом Дионисием он был рукоположен во священника. Избежав засады, устроенной Трасоном (Trasone), судьёй римской Фалерии (Falerii), в ходе которой была схвачена его ученица, святая Фелиссима, он отправился на реку Пургаторий, в Фалерии Нови (Falerii Novi), чтобы проводить в последний путь её и святого Гратилиана по христианскому обычаю. Однако на обратном пути, неподалёку от Сельва-Чимина, он был настигнут и схвачен людьми Трасона. Благодаря вмешательству Максимума, отца святого Гратилиана и друга Трасона, он был освобожден после нескольких дней темницы, и смог вернуться в Ференто. Согласно другим источникам, после того, как святой Евтихий был схвачен, он не был освобожден, несмотря на попытки епископа Дионисия помочь.
Кончина святого приходится на 15 мая, когда он после великих мучений был обезглавлен. Когда пришла ночь, тело и глава святого были отданы верным, и епископ благословил захоронение, которое произошло в некоторых катакомбах, расположенных в пятнадцати милях от Ференто, на землях нынешнего Сориано-нель-Чимино. После воцарения Константина, тело святого было помещено в раку из мрамора и над его могилой была построена церковь. Почитание святого Евтихий впоследствии распространилось по всей Италии.
Мощи св. Евтихия пребывают в Сориано-нель-Чимино. Почитается святым покровителем этой коммуны, а также коммуны Карбоньяно.